# Frederick, Kansas
Frederick är en ort i Rice County i Kansas. Vid 2010 års folkräkning hade Frederick 18 invånare.